# Sacrifici de pollets

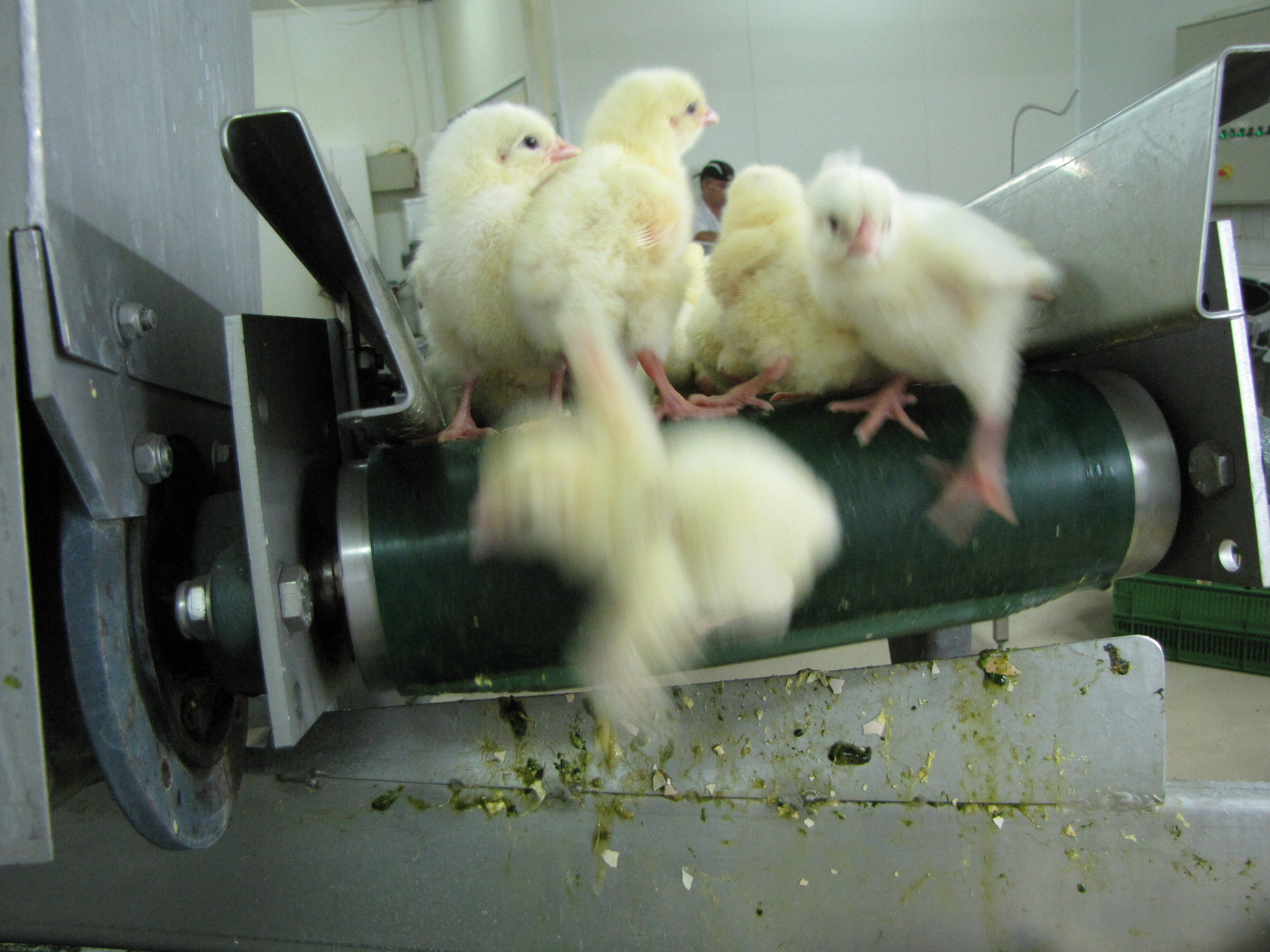
Pollets en la cinta transportadora que els du a la trinxadora

El sacrifici de pollets o matança de pollets o la matança de pollets no desitjats és el procés de separació i sacrifici de pollets no desitjats (mascles i femelles insalubres) per al qual la indústria de la ramaderia intensiva no té cap utilitat. Es produeix en tota la producció d'ous industrialitzat. A tot el món, al voltant de 7.000 milions de pollets mascles són sacrificats cada any a la indústria dels ous. Com que els pollastres mascles no ponen ous i només els que participen en programes de cria han de fertilitzar els ous, es consideren innecessaris per a la indústria de la posta d'ous i solen ser assassinats poc després de ser sexats, cosa que es produeix pocs dies després de sortir de l'ou. Alguns mètodes de sacrifici que no impliquen anestèsics inclouen: luxació cervical, asfíxia per diòxid de carboni i trinxament amb un molinet d'alta velocitat. La trinxament és el mètode principal als Estats Units.
A causa de la cria selectiva moderna, les soques de gallines ponedores es diferencien de les varietats de producció de carn. Als Estats Units, els mascles són sacrificats en la producció d'ous perquè els mascles "no ponen ous ni creixen prou per convertir-se en polls d'engreix".
També es trien els pollets d'ànecs i oques en la producció de foie gras. Tanmateix, com que els mascles guanyen més pes que les femelles en aquest sistema de producció, les femelles són sacrificades, de vegades en un macerador industrial. D'aquesta manera es poden matar fins a 40 milions d'ànecs a l'any. Les restes d'aneguets femelles s'utilitzen més tard en menjar i fertilitzants per a gats.
A causa de preocupacions pel benestar animal, hi ha una oposició social a la matança de pollets. A la dècada de 2010, els científics van desenvolupar tecnologies per determinar el sexe dels pollets quan encara es troben als ous (sexe in-ovo). Tan aviat com aquests mètodes van estar disponibles a escala comercial, Alemanya i França es van convertir conjuntament en els primers països del món a prohibir tota matança de pollets a partir de l'1 de gener de 2022, i van demanar als altres estats membres de la UE que ho fessin.

Estat legal actual de sacrifici de pollets a la indústria avícola al món.,,,,,,,,,,,,,,
Prohibició de tots els sacrificis de pollets
Trituració de pollets il·legal, gasejat de pollets legal)
Prohibició prevista de tots els sacrificis de pollets
Sacrifici de pollets legal, no prohibició prevista
Sense dades